# مملكة تافولارا
مملكة تافولارا كانت مملكة مجهرية خلال القرنين التاسع عشر والعشرين م واقعة في جزيرة تافولارا الإيطالية، حكمها وأسسها عائلة بيرتوليوني (بالإيطالية: Bertoleoni)‏ وأعتبرت العائلة آنذاك أن مملكتهم هي من أصغر الممالك على الأرض.

## تاريخ
في أواسط القرن التاسع عشر نصب جوزيبي بيرتوليوني نفسة ملكاً على أراضي جزيرة تافولارا، وعند وفاته سنة 1840 أصبح ابنه باولو الأول ملكاً، توفي باولو سنة 1886 وبعد وفاته نُشر تقرير أعده باولو قبل وفاته؛ أن نظام الحكم أصبح جمهوريا بدل الملكي، يتم اختيار الرئيس بالتصويت من قبل السكان ذكوراً وإناثاً كل ست سنوات.
بعد وفاة باولو الأول أصبح كارلو الأول ملكاً وتبعه بعد وفاته ابنه باولو الثاني سنة 1928، سافر باولو الثاني خارج المملكة وعين قبل خروجه شقيقه كارلو ماريا نائباً له خلال غيابة، استمر كارلو ماريا ملكاً حتى وفاته سنة 1934 تاركاً المملكة لإيطاليا، لكن ابنه باولو الثاني نصب نفسة ملكاً دون الاعتراف بالولاية الإيطالية على الجزيرة واستمر على رأيه حتى وفاته سنة 1962 العام الذي شهد إنشاء محطة هوائية عسكرية في الجزيرة تابعة لحلف الناتو.